# Plisterbagge
Plisterbagge (Fasta fastuosa) är en bladbagge som finns i Europa och delar av mellersta och norra Asien.

## Taxonomi
Arten fördes tidigare till släktet Chrysolina, men efter en DNA-analys 2023 framstod arten som genetiskt unik, och den överfördes därför till ett eget släkte Fasta. Svenska Artdatabanken genomförde bytet den 11 april 2024. Finlands Artdatacenter har ännu inte (januari 2025) genomfört något namnbyte.

## Beskrivning
Arten förekommer i många färgvariteter, men den vanligaste är klart metallgrön med blåaktig sutur mellan täckvingarna och likaledes blå täckvingekanter. Mitt på täckvingarna går ett brett, rödaktigt till gyllengult längsband. Också huvudet är vanligen metallgrönt, men kan även vara rött. Enfärgat kopparfärgade, violetta, blåa, gröna och svarta former finns också. Arten är inte lång, kroppslängden varierar från 5 till 7 mm.

## Utbredning
Utbredningsområdet omfattar större delen av Europa söderut till mellersta Spanien, mellersta Italien, Bulgarien,samt österut genom Turkiet, Kazakstan och Sibirien till Japan. Arten har introducerats i västra USA, där den har karakteriserats som "skadlig, invasiv art" ("harmful non-indigenous species").

### Utbredning i Sverige och Finland
I Sverige finns arten i hela landet utom Öland, Gotland, Härjedalen, Hälsingland och mellersta Lappland, medan den i Finland främst finns i de södra delarna av landet, med ett fåtal observationer längre norrut. Arten är klassificerad som livskraftig (LC) både i Sverige och Finland.

## Ekologi
Habitatet utgörs av flodstränder, diken, skogsgläntor och -bryn, våtmarker, och, speciellt i Skandinavien, jordbrukslandskap och öppna gräsmarker.
Plisterbaggen förekommer på många kransblommiga växter som plisterarter, dånarter, brunört, syskor och hjärtstilla.

### Fortplantning
Under sommaren lägger honan ägg som fästs i mindre grupper eller ett och ett på undersidan av löv. Larverna kläcks efter någon vecka, och börjar äta löven från kanterna och inåt. De är nattaktiva och gömmer sig bland fruktställningarna under dagen. Till hösten, när de är fullvuxna, kryper de ner från växten, gräver sig ner 3 till 5 cm i jorden och förpuppas där. På kontinenten kan både larver, puppor och vuxna individer övervintra. I det senare fallet sker övervintrandet i tuvor och bland mossa.